# بردی درام
شرکت بردی درام (به انگلیسی: Brady Drum Company) یک شرکت تولیدی استرالیایی بود که از سال ۱۹۸۰ در طبل‌های دست‌ساز تخصص داشت. طراحی و ساخت عمدتاً وظیفه خالق شرکت، کریس بردی بود. این شرکت از چوب‌های سخت درختان بومی استرالیا، به‌ویژه جراح، دم‌اسب‌درختی، انگمی لکه‌دار، سرخ‌انگم، اکالیپتوس واندو و اکالیپتوس لیمویی برای درام‌های تولیدی خود استفاده می‌کرد. این شرکت در آرمادیل، حومه بیرونی پرث در استرالیای غربی مستقر بود.